# 岩寺站 (中国)
岩寺站位于安徽省黄山市徽州区岩寺镇，皖赣铁路的一个车站。车站建于1981年，站房建筑面积1339平方米。车站在建成初期由屯溪车务段管辖，为该车务段和绩溪车务段的分界站。2000年7月5日车站曾在调车过程中发生脱轨事故:233。
目前岩寺站由上海铁路局芜湖车务段管辖，为四等站，设有3条到发线，办理列车通过、会让业务；客运办理职工通勤业务，每日有一对来往倒湖站和芜湖站的路用通勤列车停靠。车站亦办理货运营业，设有2条货物线。

## 图片

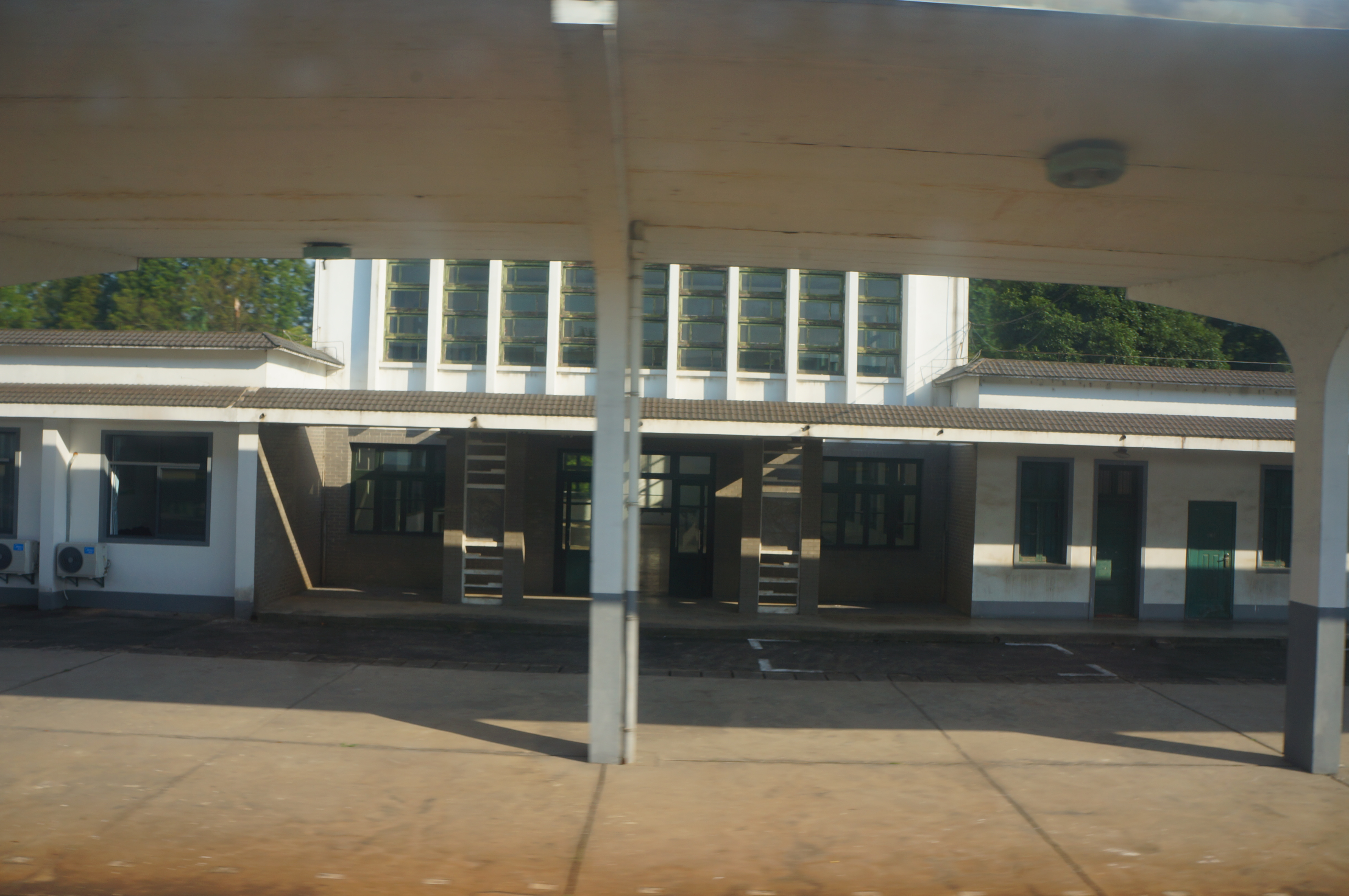
原车站站房
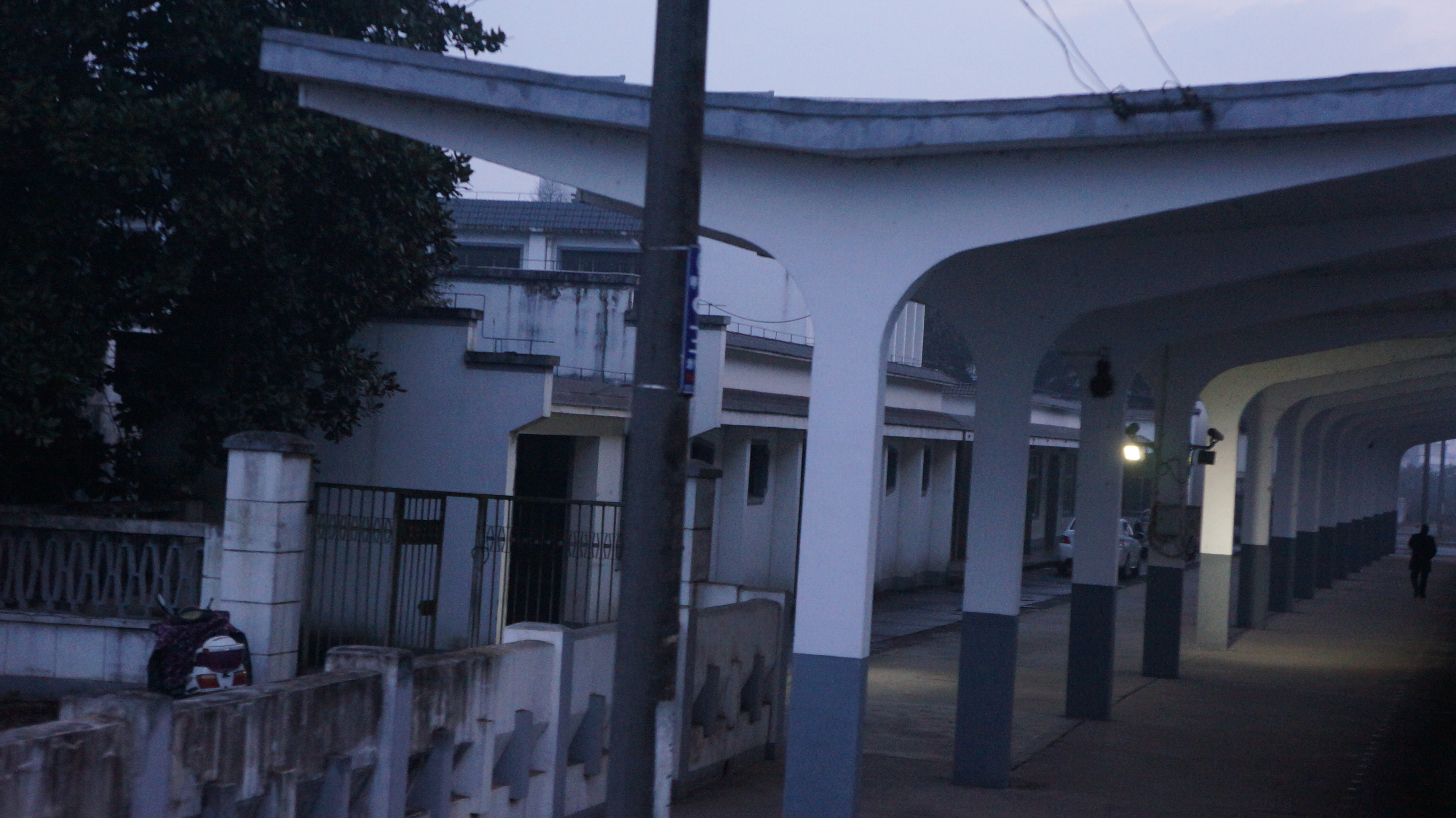
车站雨棚
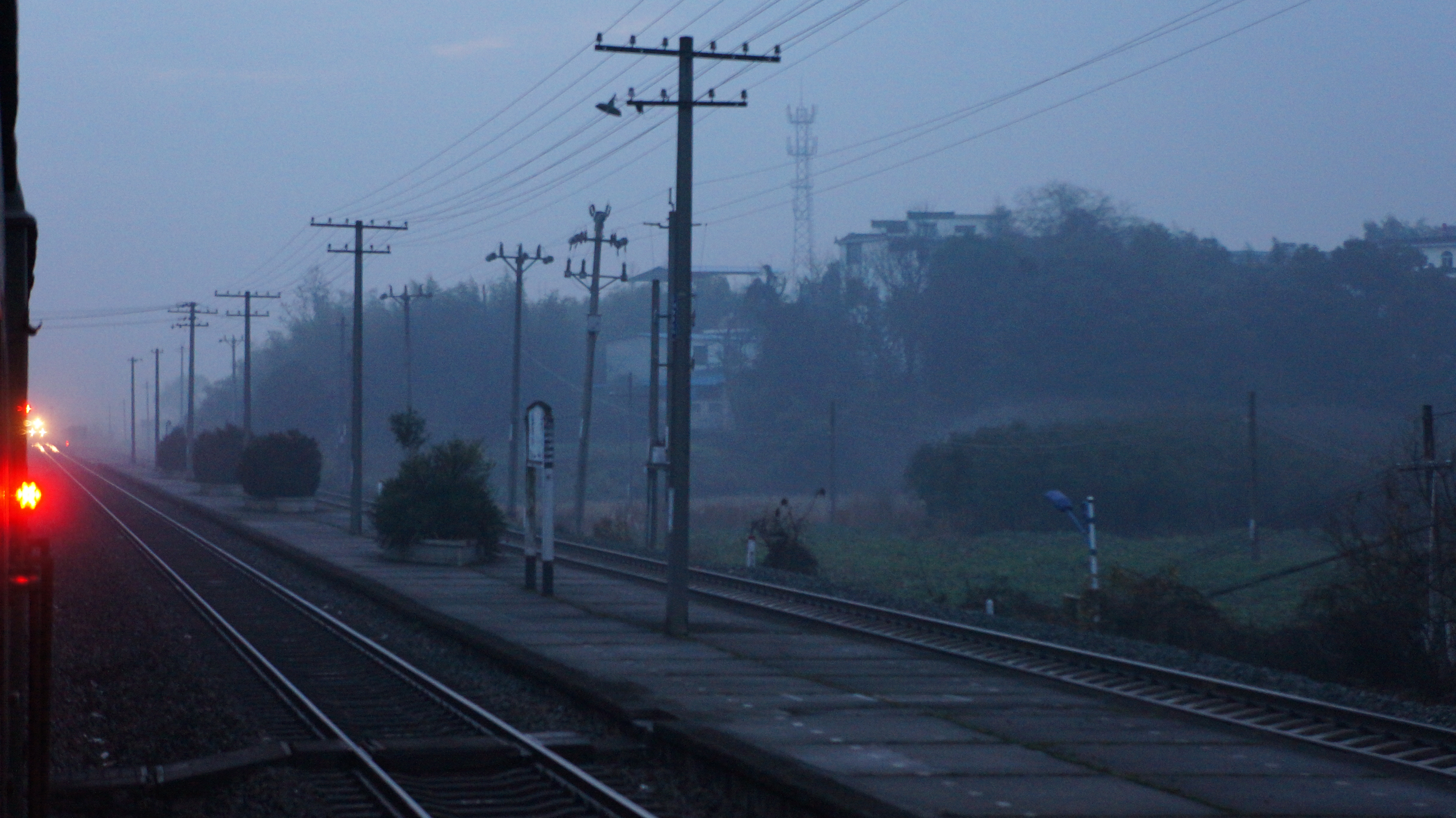
车站站场
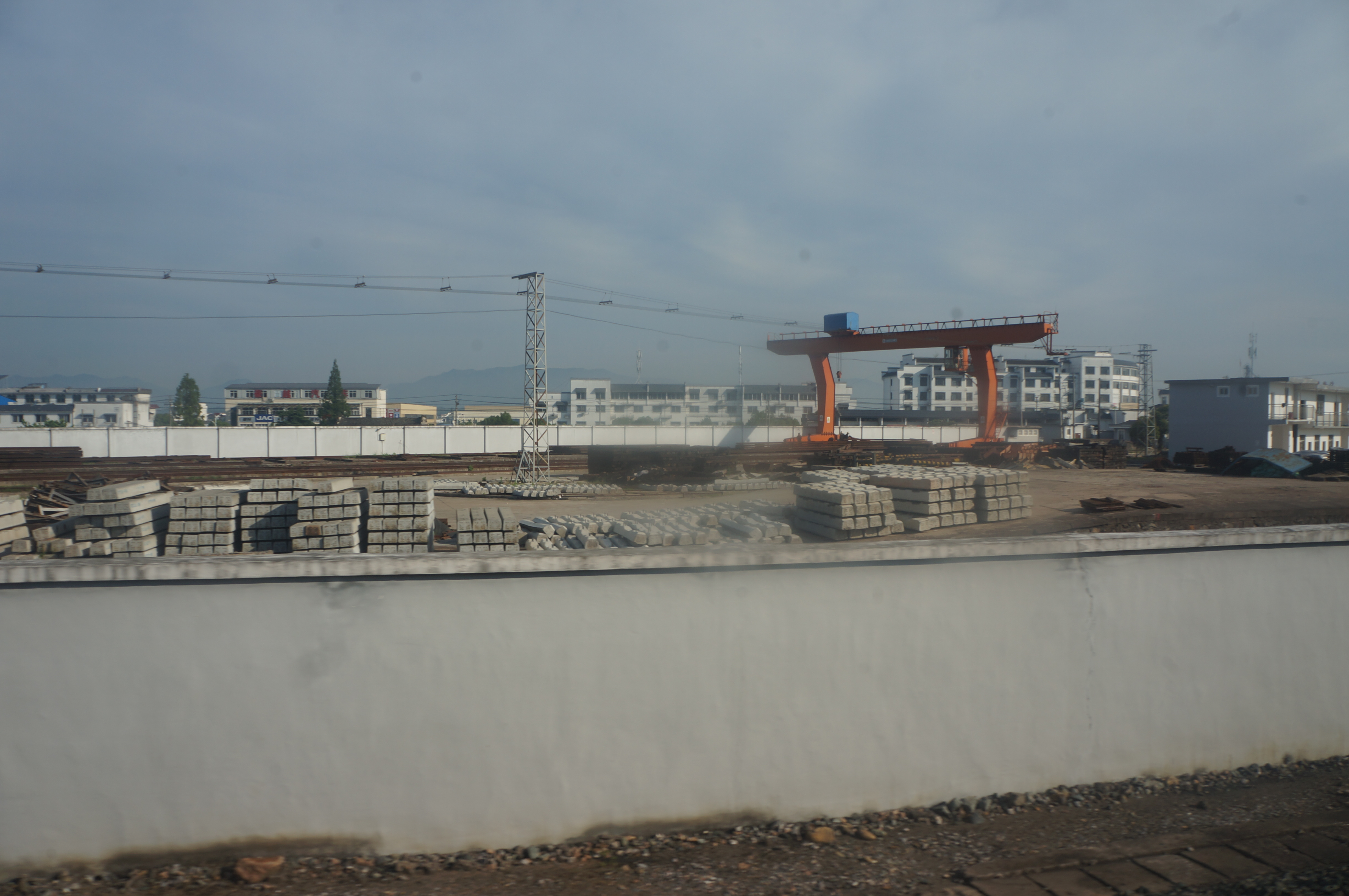
车站货场